# Robert Lavonius

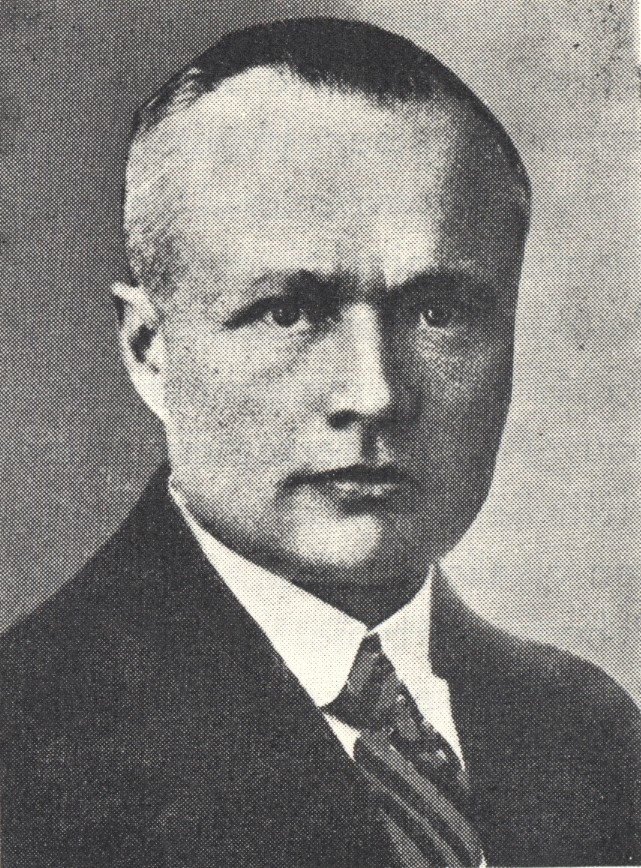
Robert Lavonius

Robert Johannes Lavonius, född 16 december 1879 i Helsingfors, död 2 januari 1967 där, var en finländsk industriman och bergsråd (1931). Han var bror till Magnus Lavonius och Wilhelm Lavonius.
Lavonius verkade bland annat som VD för Tampereen Pellava- ja Rauta- Teollisuus Oy, Maskin- och Brobyggnads Ab, Oy Hietalahti slussdocka och verkstad, Ab Crichton-Vulcan Oy och sist fram till 1955 vid Tykö bruks ab (Teijon Tehtaat Oy).